# Erigorgus spinosus
Erigorgus spinosus là một loài tò vò trong họ Ichneumonidae.